# 邛崍迴瀾塔
邛崍迴瀾塔位於四川省邛崍市寶林镇，文物遺址年代判定為清。1980年7月7日列為四川省重新確定公布的第一批省級文物保護單位。塔身一層券門額題「鎮江塔」。